# ريد فيلفيت آيرين سولجي
ريد فيلفيت آيرين سولجي (هانغل: 레드벨벳-아이린&슬기) هي أول وحدة فرعية لفرقة الفتيات الكورية ريد فلفيت شكلتها شركة إس إم إنترتينمنت، وتتكون من آيرين وسولجي ظهروا لأول مرة في 6 يوليو 2020 مع أسطوانة مونستر.